# Skateboard en France
Le skateboard est un sport pratiqué en France depuis les années 1960.

## Histoire
En 1963, les premiers skates font leur apparition en France, où la première compétition se tient en 1965. Arnaud de Rosnay s'illustre à l'occasion des éditions du championnat de France 1964, et 1966. Toutefois, la pratique reste marginale et peine à se développer. Le skate est jugé difficile et peu amusant pour le grand public.
À la suite d'innovations techniques et d'un effet de mode, le skateboard a beaucoup de succès à la fin des années 1970. En 1978, les pratiquants sont estimés à 1,2 million en France. La discipline est reconnue comme sport en novembre 1977 par le ministère des Sports et rejoint la fédération de surf. 27 skateparks sont créés en France entre 1977 et 1978.
En France, le skateboard est rattaché depuis 1997 à la Fédération française de roller et skateboard et compte très peu de pratiquants fédérés (de l'ordre de 2000). Un circuit annuel de Championnat de France (street, bowl) est organisé. L'obtention d'une licence auprès de la Fédération Française de Roller et Skateboard (FFRS) est prérequise pour participer aux Championnats de France de skateboard. Outre la licence FFRS, les athlètes doivent également se qualifier pour les Championnats de France en participant aux championnats régionaux organisés par la FFRS. Ces championnats régionaux soumis a des quotas sont également appelés Battle des régions.

## Règlementation

### Règlementation nationale
Le « skateur », lorsqu'il circule sur la voie publique, est un piéton au regard du code de la route. C'est en tous les cas le sens de la réponse du ministre de l'intérieur à une question écrite posée par la députée Marie-Jo Zimmermann : « En l'absence de réglementation spécifique, les utilisateurs d'engins à roulettes sont, lorsqu'ils circulent sur la voie publique, assimilés à des piétons ».
À ce titre, le « skateur » est soumis « aux dispositions des articles R. 412-34 à R. 412-42 du code de la route » poursuit le ministre. Il a donc l'obligation :
- d'utiliser les trottoirs [article R412-34],
- lorsqu'il emprunte la chaussée, de circuler près de l'un de ses bords. Hors agglomération et sauf si cela est de nature à compromettre sa sécurité ou sauf circonstances particulières, il doit se tenir près du bord gauche de la chaussée dans le sens de sa marche [article R412-36],
- de traverser la chaussée en tenant compte de la visibilité ainsi que de la distance et de la vitesse des véhicules [article R412-37],
- d'utiliser, lorsqu'il en existe à moins de 50 mètres, les passages prévus à son intention. Aux intersections à proximité desquelles n'existe pas de passage prévu à son intention, le skateur doit emprunter la partie de la chaussée en prolongement du trottoir [article R412-37],
- lorsque la traversée d'une chaussée est réglée par des feux de signalisation, le skateur ne doit s'engager qu'au feu vert [article R412-38],
- lorsque la traversée d'une chaussée est réglée par un agent chargé de la circulation, il ne doit traverser qu'à son signal [article R412-38],
- hors des intersections, il est tenu de traverser la chaussée perpendiculairement à son axe [article R412-39],
- il lui est interdit de circuler sur la chaussée d'une place ou d'une intersection à moins qu'il n'existe un passage prévu à son intention lui permettant la traversée directe [article R412-39],
- il doit contourner la place ou l'intersection en traversant autant de chaussées qu'il est nécessaire [article R412-39],
- lorsque la chaussée est divisée en plusieurs parties par un ou plusieurs refuges ou terre-pleins, le longboarder parvenu à l'un de ceux-ci ne doit s'engager sur la partie suivante de la chaussée qu'en respectant les règles prévues par les articles qui précèdent [article R412-40],
- le fait, pour tout skateur, de contrevenir aux dispositions de la présente section est puni de l'amende prévue pour les contraventions de la première classe [article R412-43]. « Le montant de l'amende forfaitaire pour les contraventions au Code de la Route de la première classe commises par les piétons était fixé à 30 F par le Code de Procédure Pénale (R. 49). L'ordonnance n° 2000-916 du 19 septembre 2000 fixant la correspondance en euros des montants exprimés en francs dans les textes législatifs prévoyait l'équivalence : 30 F ≈ 4,5 €. Toutefois l'article R-49 du Code de Procédure Pénale réactualisé prévoit bien une amende forfaitaire de 4 € »

### Règlementation à Paris
Certaines villes ont mis en place une réglementation spécifique. Ainsi à Paris, les services de la préfecture de police estiment que la pratique de la planche à roulettes est assimilée à un jeu dangereux, au sens de l'article 113 de l'ordonnance du Préfet de Police du 25 juillet 1862 et donc, par voie de conséquence, interdite à la fois sur les trottoirs et sur la chaussée.
Il est également interdit d'utiliser sa planche à roulettes pour se déplacer. Pour la préfecture de police, « ce type d'équipement ne peut être utilisé comme un moyen de déplacement ».
La pratique du skateboard ne peut donc se faire que dans des lieux officiellement recensés par la Mairie de Paris. Les arrêtés des 3 février 1978 et 22 mars 1979 ont fixé la liste des emplacements où les utilisateurs peuvent s'adonner à cette activité.